# Parker Hitt

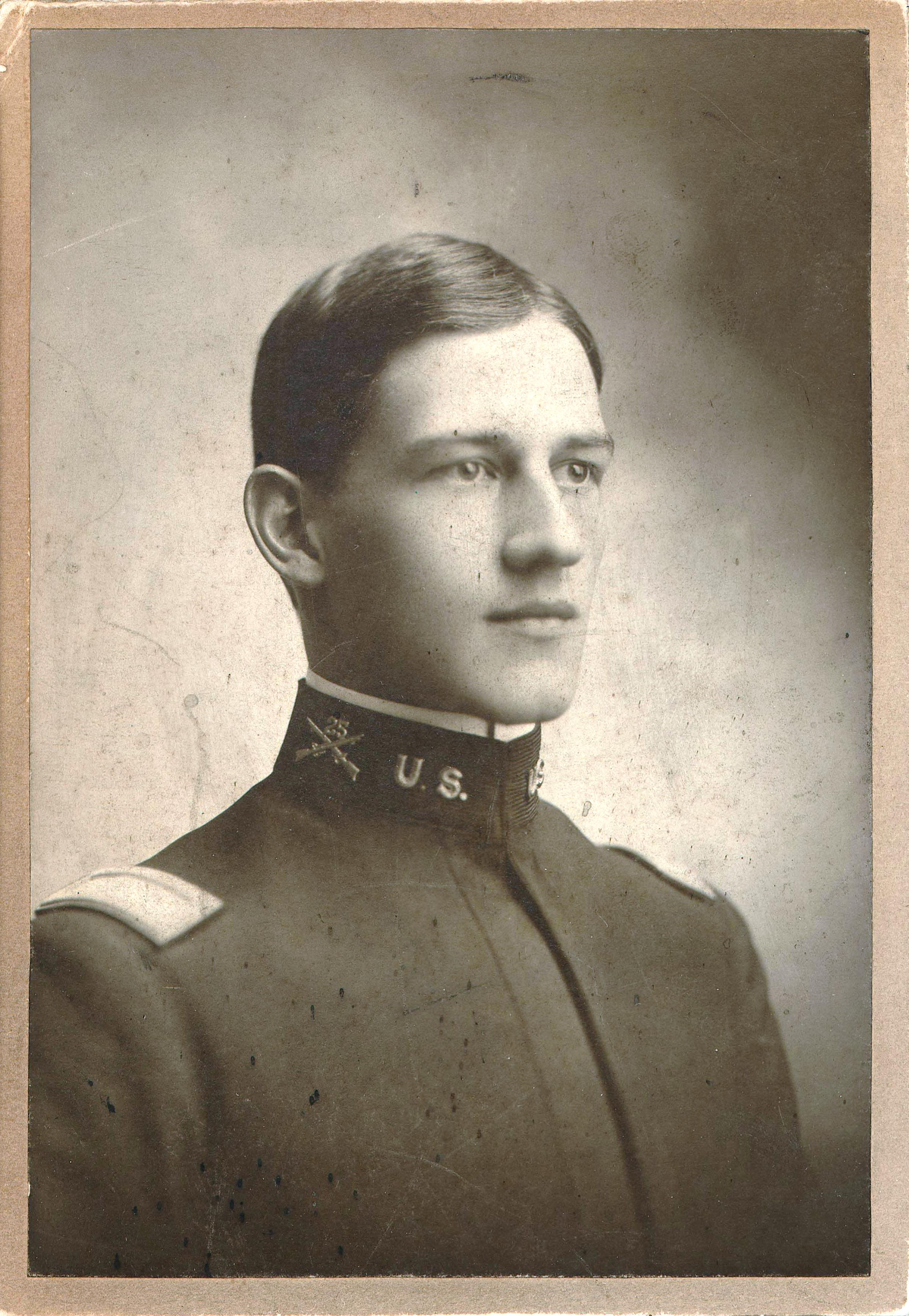
Parker Hitt im Jahr 1898

Parker Hitt (* 27. August 1878 in Indianapolis; † 2. März 1971 in Front Royal, Virginia) war ein US-amerikanischer Offizier und Kryptologe.

## Leben
Gegen Ende des 19. Jahrhunderts studierte der aus Indianapolis stammende junge Parker Hitt Bauingenieurwesen an der Purdue University in West Lafayette (Indiana). Im Jahr 1898, während des Spanisch-Amerikanischen Kriegs, trat er in die US Army ein. Er stieg schnell zum Infanterieoffizier auf und wurde 1899 auf die Philippinen versetzt.
Kurz vor Ausbruch des Ersten Weltkriegs verfasste der damalige Captain (Hauptmann) seine grundlegende Schrift Manual for the solution of military ciphers (deutsch „Handbuch zur Lösung militärischer Chiffren“), die intern 1916 aufgelegt wurde (siehe PDF unter Schriften) und seit mehr als hundert Jahren das erste amerikanische Werk dieser Art war. Es gilt als Basis für die rasante und eindrucksvolle Entwicklung der Kryptologie der Vereinigten Staaten im 20. Jahrhundert.

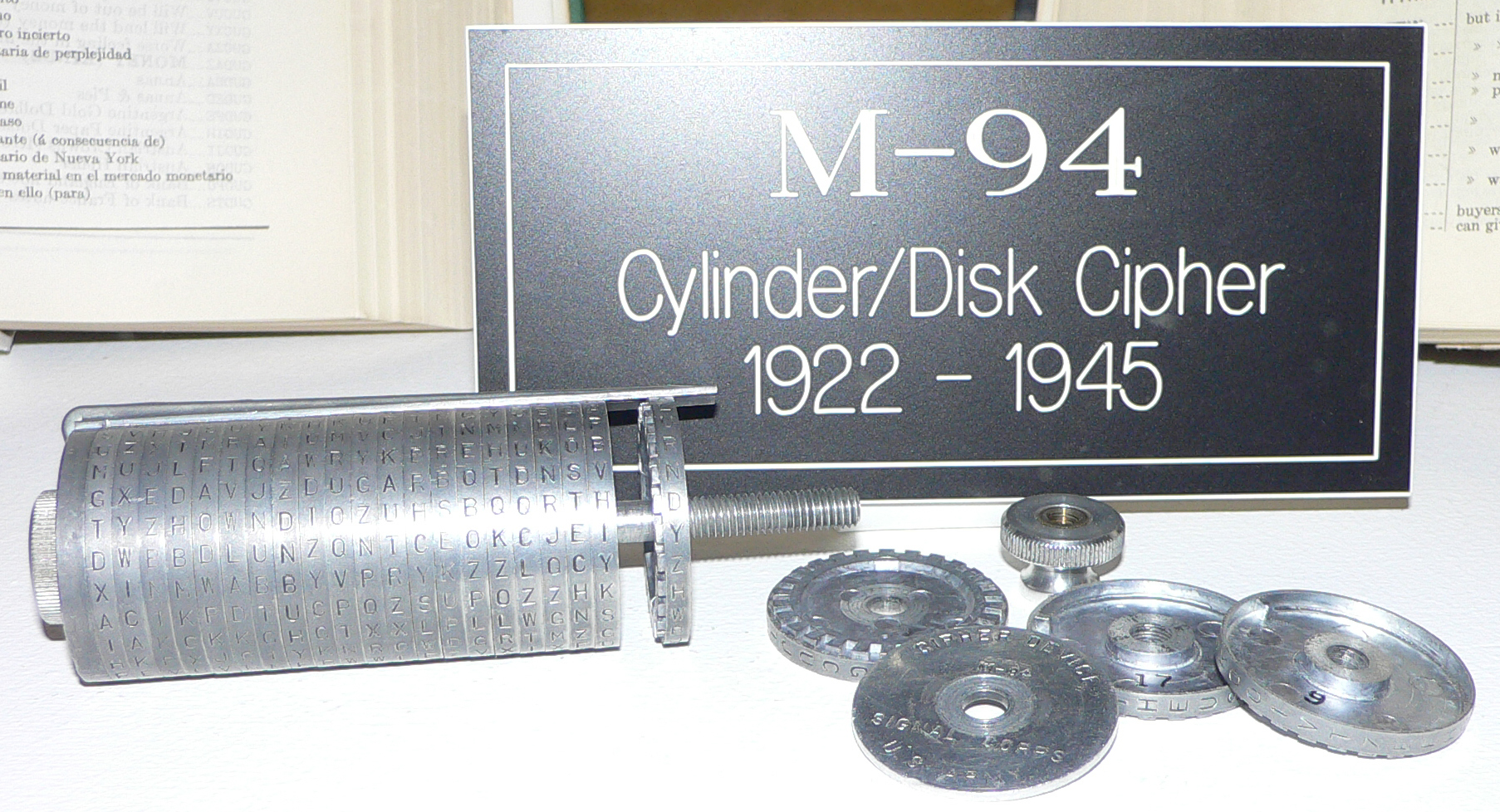
Chiffrierzylinder M-94 im Nationalen Kryptologischen Museum (NCM) der USA

Ebenso noch vor dem Ersten Weltkrieg, hatte er im Februar 1912 die Idee zu einem Chiffrierzylinder. Durch seinen Kollegen, den damaligen Major (und späteren Generalmajor) Joseph Mauborgne (1881–1971) wurde die Ausgestaltung des Zylinders verfeinert und schließlich im Jahr 1921 begann die Indienststellung des feldtauglichen Chiffriersystems M-94 (Bild) beim United States Army Signal Corps, also der Fernmeldetruppe des US-amerikanischen Heeres. Es wurde bis in die Zeit des Zweiten Weltkriegs hinein genutzt.
Parker Hitt stieg während des Ersten Weltkriegs bis zum Colonel (Oberst) auf. Er diente in den Amerikanischen Expeditionsstreitkräften AEF (American Expeditionary Forces), die nach der Kriegserklärung der USA an das Deutsche Kaiserreich am 6. April 1917 nach Europa entsandt wurden, um die Truppen der Entente an der Westfront zu unterstützen. Dort sorgte er für den Ersatz eines kryptographisch eher schwachen französischen Chiffriersystems durch ein deutlich stärkeres amerikanisches Verfahren und unterstützte „seine“ Kryptoanalytiker bei der Entzifferung verschlüsselter deutscher Funksprüche.
Selbst nach der Pensionierung trat er in den 1940er-Jahren während des Zweiten Weltkriegs noch einmal in den aktiven Dienst ein.
Das bedeutende amerikanische Kryptologen-Ehepaar William und Elizebeth Friedman bezeichnete ihn als den „Vater der modernen amerikanischen Kryptologie“ (englisch father of modern American cryptology).
Parker Hitt starb am 2. März 1971 im Alter von 93 Jahren.

## Postume Ehrung
Im Jahr 2011 wurde er in die Hall of Honor (deutsch „Ehrenhalle“) der National Security Agency (NSA) aufgenommen.

## Schriften
- Manual for the solution of military ciphers. Press of the Army Service Schools, Fort Leavenworth, Kansas, 1916. (PDF; 5,5 MB, englisch, abgerufen am 26. Oktober 2018)